# Жіноча збірна Туреччини з хокею на траві
Жіноча збірна Туреччини з хокею на траві — жіноча збірна з хокею на траві, яка представляє Туреччину на міжнародній арені. Керуючим органом збірної виступає Федерація хокею на траві Туреччини (тур. Türkiye Hokey Federasyonu, англ. Turkish Hockey Federation).
Збірна Туреччини займає (станом на 6 липня 2015) 36-е місце в рейтингу Міжнародної федерації хокею на траві (FIH).

## Результати виступів

### Світова ліга
- 2012/13 — 38-45-е місце (вибули у 1-му раунді)
- 2014/15 — 37-е місце (вибули у 1-му раунді)

### Чемпіонат Європи (III дивізіон)
(EuroHockey Nations Challenge III, до 2011 називався EuroHockey Nations Challenge I)
- 2005 — 8-е місце
- 2007 — 6-е місце
- 2011 — 4-е місце
- 2013 — 4-е місце